# Oblek

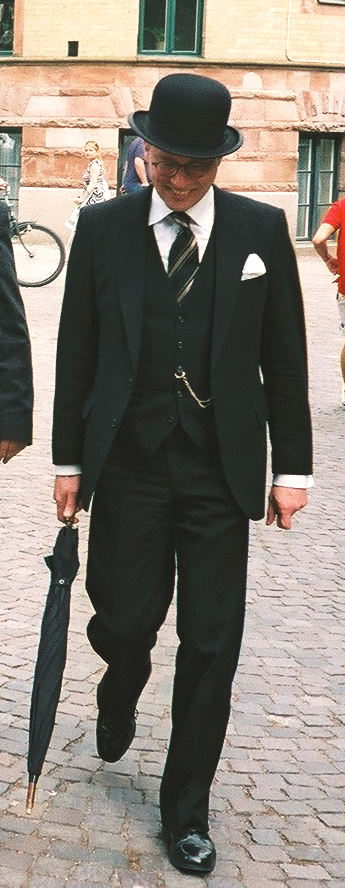
Gentleman v třídílném společenském obleku s buřinkou.

Pánský oblek se skládá ze saka a kalhot ze stejného materiálu. Třídílný oblek navíc zahrnuje vestu. Společenský oblek bývá většinou z jemné česané vlny; také se používá hedvábí, mohér či kašmír, obvykle jako příměs vlněné látky. Druh tkaniny a střih většinou určují, zda se jedná o formální nebo ležérní oblek, či  oblek pro sportovní příležitost. Barva obleku bývá různá, nejčastěji se však nosí odstíny černé, šedé, modré a béžové. Kvalitní vlněný materiál bývá označen slovem Super a číslem (např. Super 120'S). Čím vyšší je toto číslo, tím jemnější a kvalitnější je látka. Levné obleky se vyrábějí z umělých vláken nebo směsi vlny a umělého vlákna, nejčastěji polyesteru. Vycházkové obleky bývají obvykle v chladných měsících z hrubší vlny (např. flanel nebo tvíd) nebo z bavlněného manšestru, v teplých měsících pak z lehčí bavlny nebo lnu.
K obleku se nosí košile s vyztuženým ohrnutým límcem a dlouhým rukávem, přičemž manžeta rukávu košile by měla mírně (cca o 1–2 cm) přesahovat rukáv saka. Nosí-li muž košile s manžetovými knoflíčky, měla by délka rukávu saka umožnit, aby byly viditelné. Jako obuv se k obleku nosí kožené šněrovací boty, často doplňuje oblek vesta, kravata nebo motýlek, kabát a klobouk. Pověstný svými společenskými obleky byl Karel Gott.

## Druhy obleků

Společenský proužkovaný oblek

### Společenský oblek
Je také nazýván formální, může mít různé barvy, tradičně šedou a tmavě modrou pro nošení ve městě a hnědou nebo olivovou na venkov. V současnosti je populární i černá barva, dříve vyhrazená pouze pro smokingy a fraky. Tmavý oblek se hodí na večerní nošení a ve dne pro formálnější nebo slavnostnější příležitosti, např. do divadla, na koncerty, večeře, promoce nebo plesy. Světlý oblek pro běžné nošení do kanceláře nebo na obchodní schůzky. Společenský oblek se až na výjimky nosí s kravatou, méně často s motýlkem.
Zvýšit slavnostnost obleku je možné pomocí tradičních doplňků jako je vesta (obvykle ze stejného materiálu jako sako a kalhoty, ale může být i z odlišného) nebo kapesníček do kapsičky u saka. U společenského obleku v zemitých tónech volíme hnědé boty. K šedému a modrému obleku je možné nosit jak černé (anglický styl) tak hnědé boty (italský styl). Boty by ovšem neměly být světlejší než kalhoty. Barva ponožek by měla odpovídat barvě kalhot. Na večerní příležitosti se hodí výhradně tmavý oblek a černé polobotky.

### Vycházkový oblek
Říká se mu také neformální, odpolední či denní. Nosí se buď s kravatou či motýlkem nebo s rozepnutou košilí, přičemž kolem krku může být uvázán šátek či tzv. kravatová šála. Je nošen na neformální obchodní schůzky, vycházky, večírky zahradní party apod. Alternativou k vycházkovému obleku je blejzr, což je sako v námořnické modré barvě, obvykle s kovovými knoflíky, nejčastěji nošené s šedými kalhotami.

Jednořadové a dvouřadové sako

Podle zapínání saka se obleky dělí na jednořadové a dvouřadové. Jednořadé sako má většinou jeden až čtyři knoflíky a při sezení se knoflíky rozepínají. Jednořadé sako s jedním knoflíkem je trochu neobvyklé, ale knoflík je stále zapnutý. Jednořadé sako se dvěma knoflíky patří mezi populární klasický typ. Zapíná se pouze horní knoflík. Také sako se třemi knoflíky patří mezi klasiku. Zapíná se pouze prostřední knoflík, nebo horní dva. Saka typu „3 – roll – 2“ mají horní knoflíček na klopě a zapíná se pouze prostřední knoflíček. U jednořadových sak se čtyřmi knoflíky se zapínají horní tři knoflíky. Dvouřadové sako se vyrábí většinou se čtyřmi nebo šesti knoflíky. Spodní knoflík saka se nezapíná.
Na rukávu saka obleku bývají čtyři nebo tři knoflíky. Levnější oděvní firmy šijí většinou saka s knoflíky, které nejsou funkční, pouze „na okrasu“. Kvalitní nebo ručně šité obleky mají knoflíky u rukávů saka rozepínací.

## Formální pánské oblečení

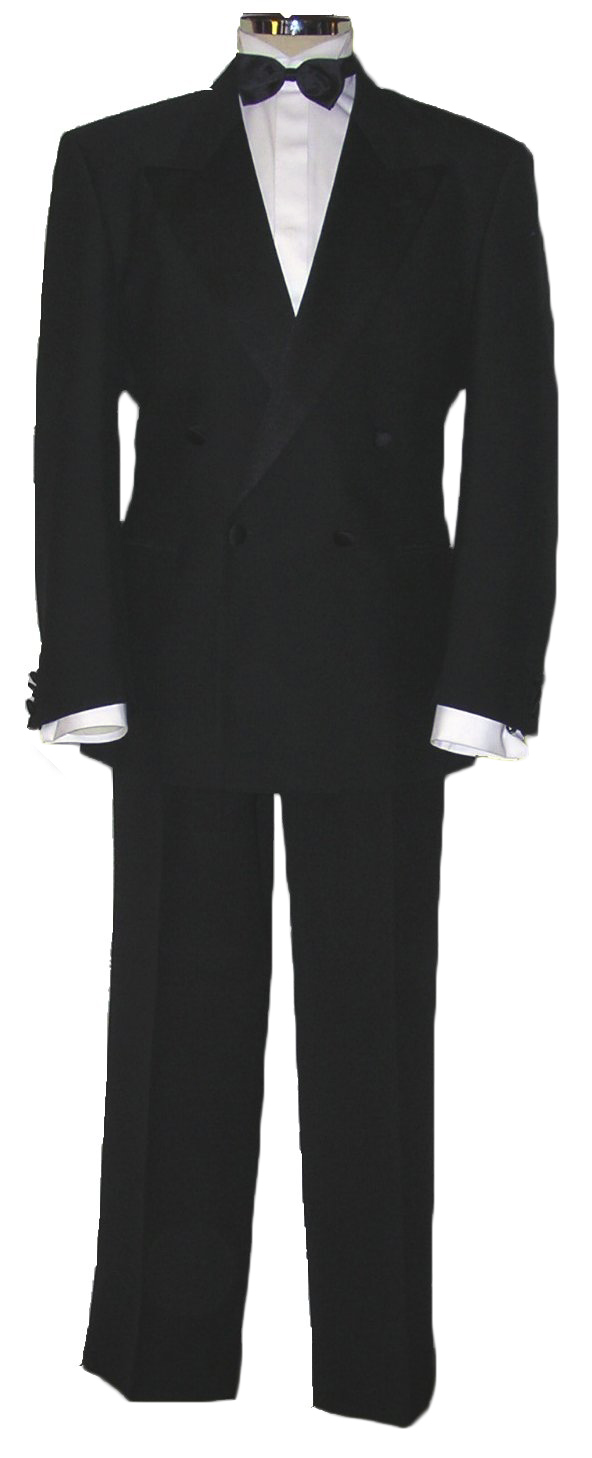
Smoking

### Smoking
V Evropě se nazývá smoking, v USA Tuxedo, v Anglii Dinner Jacket. Smoking je formální večerní oblek. Bývá černý, někdy také v barvě půlnoční modři. Sako zdobí lesklé (hedvábné) klopy, tradičně schodovité, špičaté nebo šálové (západní střih), nebo klopy u saka chybí (východní střih). Nohavice kalhot mají po stranách lesklé lampasy. Do smokingu se nosí bílá košile s dvojitými manžetami na manžetové knoflíčky a s běžným nebo frakovým límečkem. Ke smokingu patří výhradně černý motýlek (odtud anglické označení „black tie“ pro společenské události vyžadující smoking). Nezbytnou součástí tohoto obleku je černá hluboko vykrojená smokingová vesta nebo hedvábný smokingový pás, který bývá obvykle černý, ale může mít i jinou barvu (např. vínový, lahvově zelený). Smoking se nosí s černými lakovanými a dobře vyleštěnými polobotkami s uzavřeným šněrováním a černými hedvábnými ponožkami. Je vhodný na slavnostní večerní společenské události, jako jsou slavnostní večeře, galavečery, předávání cen, opery a plesy. Je o stupeň slavnostnější a formálnější než společenský oblek. Neměl by se oblékat před šestou hodinou večerní. Pro letní období a teplé kraje je typická záměna klasického černého smokingového saka za bílé nebo krémové smokingové sako. Vhodným kloboukem ke smokingu je černý homburg.
Smoking je vhodný do divadla na premiéru nebo derniéru. Pro obvyklou návštěvu divadla muži volí oblek tmavších barev s motýlkem nebo vázankou. Hranice mezi použitím smokingu či fraku splývají a nejsou přesně stanovené.
Detaily a doplňky:
- klasický smoking není dle pravidel černý, nýbrž v barvě „půlnoční modři“
- kalhoty bez záložky na krajích se saténovým proužkem
- k „black tie“ se nosí košile s límcem kent, nikoli s frakovým límcem,
- optimální je košile se skrytou légou.
- jednoduché stříbrné manžetové knoflíky,
- černé lakované kožené boty, vzor oxford.

### Další formální pánské oblečení
U ostatních akcí, které jsou svátečnější či oficiálnější, se bere frak nebo žaket.

### Frak
Frak je černý formální večerní oblek, který se nosí po dvacáté  hodině. Výjimku tvoří diplomacie, kde se nosí s černou vestou i ve dne.  Mezi typické znaky fraku patří kabát se šosy, který má lesklé špičaté klopy. Frak se nezapíná. Nosí se pod něj bílá košile s jednoduchými ztuženými manžetami (dnes se již nosí převážně smokingové košile s dvojitými manžetami) na manžetové knoflíčky s předním štítem vyrobeným z piké. Košile se zapíná na cvoky (studs), které mohou být v různých barvách a provedeních (např. černé, bílé, tvar srdce a podobně). Frakový límec je tvořen stojáčkem s malými růžky ohnutými dopředu. Límec může být odnímací (dříve) nebo je součástí košile.

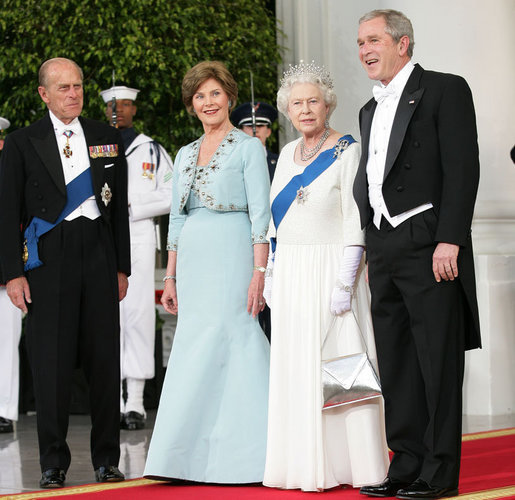
Britský princ Philip a americký prezident George W. Bush oblečeni ve fraku. Prezidentova vesta sahá níže než kabát, což bývá častá chyba.

K fraku patří bílá vesta vyrobená z piké. Bývá hluboce vykrojena do tvaru V či U. Nosí se jednořadá nebo dvouřadá s klopami šálovými či tradičními. Vesta bývá nejčastěji bez zadního dílu (tj. backless), nebo se šněrováním. Motýlek je vždy bílý (odtud název „white tie“), také vyrobený z piké a do fraku patří vždy klasický vázaný motýlek. Předvázaný je považován za faux pas. Černé frakové kalhoty mívají vysoko střižený pas a šle jsou k nim připnuty pomocí knoflíků. Kalhoty mají lesklý lampas. Používaly se dva lampasy a kalhoty měly v zadní části rozparek ve tvaru rybího ocasu („fishtail“).
Frak může mít různé množství knoflíků (8, 6, 4, 2 nebo žádný). Vznikl z frakového kabátce („frock coat“) a odtud pochází také jeho název v němčině a češtině. Do třicátých let dvacátého století se frak nosil s černou vestou, která by neměla být delší než frakový kabát (ovšem vždy to neplatí).
Frak patří mezi nejslavnostnější a nejformálnější večerní pánské oblečení. Během dvacátého století byl ve značné míře nahrazen smokingem. Nosí se například na „ples v opeře“ nebo na státnické večeře. Ve fraku obvykle vystupují také tanečníci klasických tanců či hudebníci a dirigenti vážné hudby.
K fraku se mohou nosit bílé rukavice, tradičně z jemné kůže, dnes spíše z bavlny. Při chůzi na ulici se přes frak nosí vždy černý svrchní kabát nebo tradiční operní plášť a jedinou vhodnou pokrývkou hlavy je černý cylindr. 

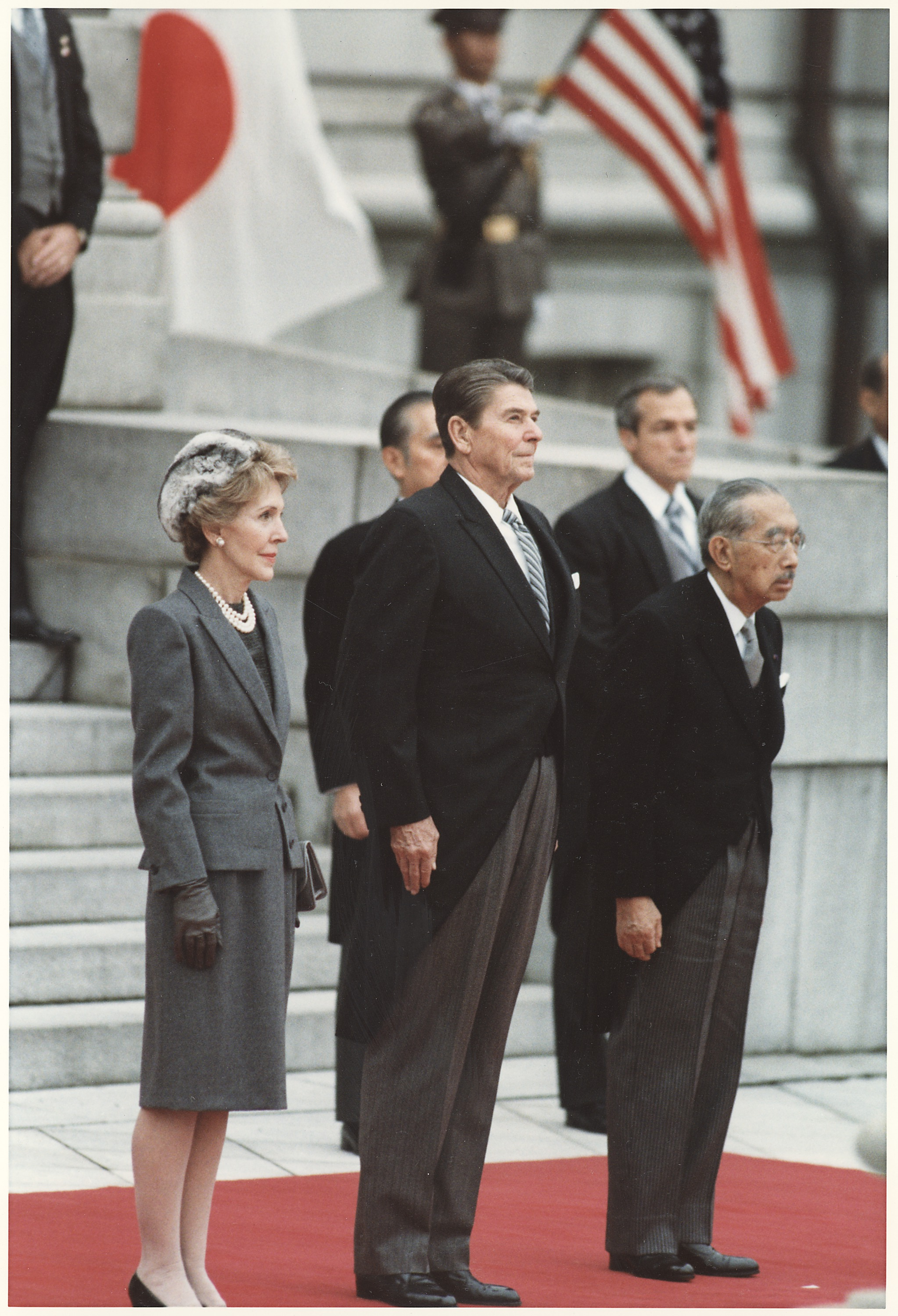
Prezident USA Ronald Reagan a japonský císař Hirohito oblečeni v žaketu

### Žaket
Nejformálnější dress code pro denní příležitost je žaket. Tento styl je nejrozšířenější ve Velké Británii. Byl proslaven dostihy v Ascotu. Používá se však po celém světě při formálních událostech, svatbách nebo významných ceremoniálech. Lze říci, že to je denní obdoba fraku. Říká se mu také ranní oblek.

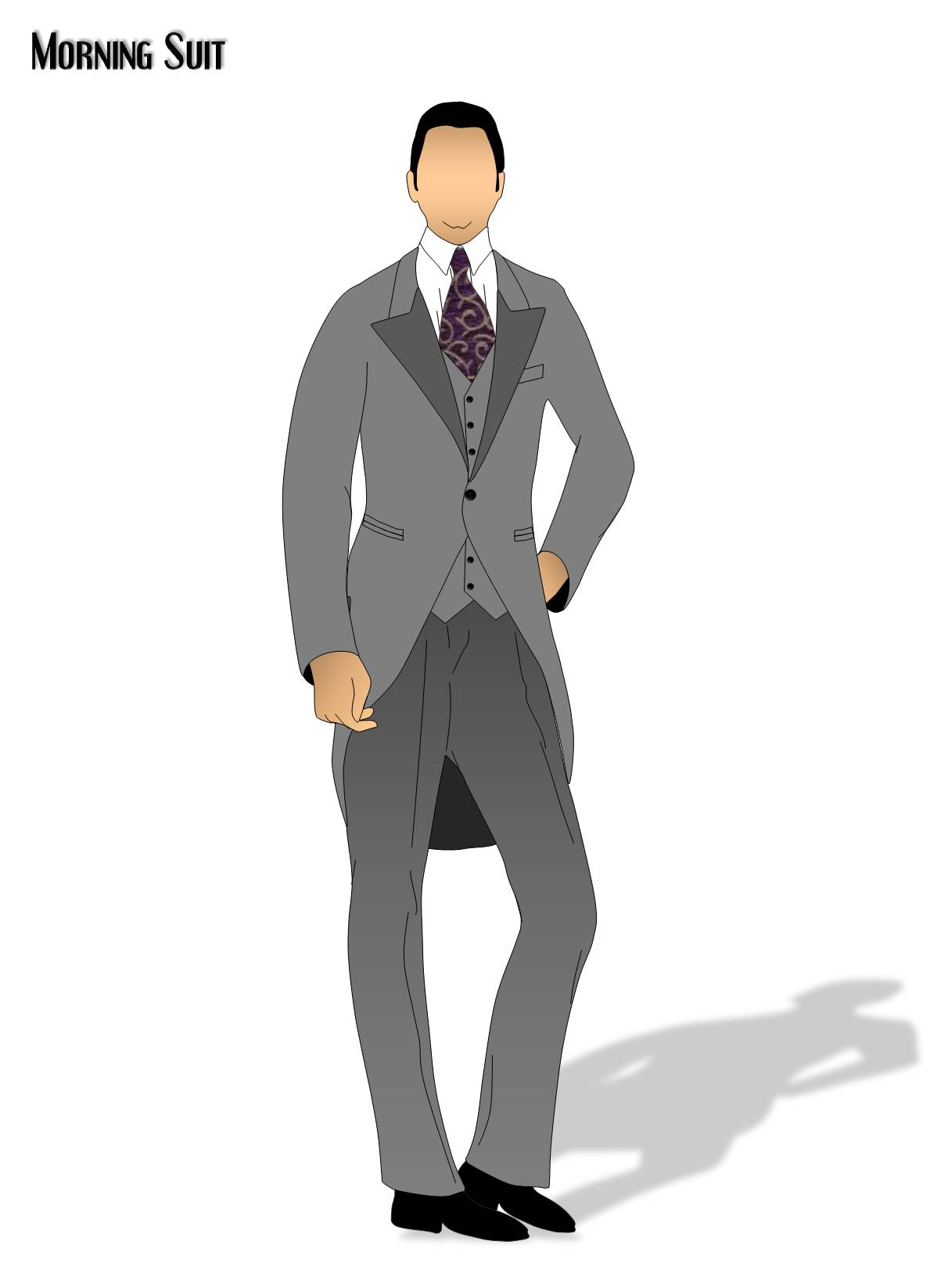
Žaketový oblek

Alternativní variantou, která je rozšířena pouze ve Velké Británii, je žaketový oblek („morning suit“). Kabát, kalhoty a vesta mají šedou barvu. Jednořadový kabát je přiléhavý s fazónkou. Přední díly jsou od pasu dolů zaobleny a zúženy k zadnímu dílu, který sahá asi do výše kolen. Boční švy pod lopatkami obloukovitě přecházejí do průramku a jsou umístěny dozadu. Pod pasem je dlouhý rozparek.  Žaketový oblek je méně formální než žaket.
Další alternativou je nošení krátkého černého saka namísto dlouhého žaketového kabátu. Tomuto oblečení se říká Stresemann po německém kancléři, který ho nosil. Vhodným doplňkem bývala černá buřinka nebo homburg. Tato méně formální kombinace byla běžná v první polovině dvacátého století. V průběhu osmdesátých let prakticky vymizela. Stresemann nosí například známá postava pořadů pro děti pan Tau.